# Brit Sandaune
Brit Sandaune (* 5. Juni 1972 in Skatval, Stjørdal, Nord-Trøndelag) ist eine ehemalige norwegische Fußballspielerin. Sie spielte von 1995 bis 2003 in der A-Nationalmannschaft, mit der sie bei den Olympischen Spielen 2000 in Sydney Olympiasiegerin wurde. Mit Trondheims-Ørn SK gehört sie zu den erfolgreichsten Sportlerinnen auf nationaler Vereinsebene – sie gewann achtmal den Pokal und wurde siebenmal Norwegische Meisterin. Während sie bei den Olympischen Spielen 1996 noch als Stürmerin spielte, wurde sie später in der Abwehr eingesetzt.

## Spielerkarriere

### Vereine
Nach Jugendjahren bei Fram und Stjørdals/Blink wechselte Sandaune nach Trondheim und war an allen acht Pokalsiegen von Trondheims-Ørn SK beteiligt. Dabei erzielte sie in drei Endspielen (1996, 1998 und 2001) je ein Tor. Sie wurde mit dem Verein zudem siebenmal norwegischer Meisterin und viermal (1993, 1998, 1999 und 2004) Vizemeisterin sowie einmal Dritter (2002). In der Saison 2001/02 erreichte sie mit ihrer Mannschaft das Viertelfinale des neu geschaffenen UEFA Women’s Cup, scheiterte dort aber am finnischen Meister HJK Helsinki. Im UEFA Women’s Cup 2004/05 scheitere sie mit Trondheim im Halbfinale am späteren Sieger 1. FFC Turbine Potsdam. Ihr letztes Ligaspiel bestritt sie am 30. Oktober 2004. Zusammen mit ihren Mitspielerinnen Monica Enlid und Gøril Kringen führt sie die norwegische Bestenliste mit acht Pokalsiegen und sieben Meisterschaften an. Insgesamt bestritt sie für Ørn 507 Spiele, in denen sie 259 Tore erzielte und liegt damit in beiden Kategorien auf dem zweiten Platz der Vereinsbestenliste. In der Anzahl der Ligaspiele und -tore führt sie mit 258 Spielen und 127 Toren. Nachdem sie 2005 nach dem UEFA-Cup-Halbfinale ihre Karriere beendet hatte, belegte Ørn 2005 nur den vierten Platz in der Liga, wurde dann 2006 noch einmal Vizemeister, kam danach aber nie über Platz 5 hinaus und erreichte nur noch 2010 und 2014 das Pokalfinale, verlor aber beide Endspiele.

### Nationalmannschaft
Sandaune bestritt 1988 drei Spiele für die norwegische U16-Mannschaft beim Nordic Cup in Dänemark, den die Norwegerinnen gewannen. Mit der U-20-Mannschaft nahm sie 1990 am Nordic Cup in der höheren Altersklasse teil.
Am 20. März 1995 debütierte sie mit 22 Jahren in der norwegischen A-Nationalmannschaft beim Spiel um Platz 3 des Algarve-Cup 1995 gegen die USA. Für die WM 1995, bei der die Norwegerinnen den Titel gewannen, wurde sie dann nicht nominiert. Erst im ersten Spiel nach dem Gewinn der WM wurde sie beim Spiel gegen Australien in der 83. Minute wieder eingewechselt. Sie wurde dann auch in den nächsten 15 Spielen eingesetzt und erzielte in ihrem dritten Spiel beim 12:1 gegen die Republik China (Taiwan), dem höchsten Sieg einer europäischen gegen eine asiatische Mannschaft, ihre ersten beiden Länderspieltore. Sie gewann mit Norwegen den Algarve-Cup 1996 und wurde auch für das erste olympische Fußballturnier der Frauen bei den Olympischen Spielen in Atlanta nominiert. Nach dem ersten Gruppenspiel gegen Brasilien wurde sie im zweiten Gruppenspiel erstmals nicht eingesetzt. Ab da folgten Serien von ein oder drei Spielen unterbrochen von Pausen von ein oder drei Spielen, in denen sie zwar die olympische Bronzemedaille und den Algarve-Cup 1997 gewann, aber bei der Heim-EM, bei der Norwegen in der Vorrunde ausschied, zwar im Kader stand, aber nicht eingesetzt wurde.
Danach folgten fünf Spiele in Folge, mit der Teilnahme am erstmals 1998 ausgetragenen Vier-Nationen-Turnier in der Volksrepublik China, bei dem Norwegen Zweiter wurde. Beim Sieg im Algarve-Cup 1998 – bis heute der letzte Titel der Norwegerinnen an der Algarve – wurde sie nur in einem Gruppenspiel und beim Finalsieg eingesetzt. Nach dem Finale wurde sie auch in den folgenden 12 Spielen eingesetzt, im Mai 1999 saß sie dann bei einem Spiel gegen Italien nur auf der Bank, aber danach fehlte sie bis zu ihrem letzten Spiel nie wieder. So nahm sie auch an der WM 1999 teil und ihre Mannschaft war nach drei Siegen in der Gruppe und einem 3:1 im Viertelfinale gegen Dauer-Rivale Schweden auf einem guten Weg zur Titelverteidigung, musste dann aber im Halbfinale eine 0:5-Niederlage gegen China hinnehmen, neben einer 0:5-Niederlage im August 1985 gegen Schweden die höchste Länderspielniederlage der Norwegerinnen. Das Spiel um Platz 3 wurde dann gegen Brasilien im Elfmeterschießen verloren, wobei Sandaune zu den erfolgreichen norwegischen Schützinnen gehörte. Immerhin hatten sich die Norwegerinnen durch den Einzug ins Halbfinale für die Olympischen Spiele 2000 in Sydney qualifiziert und dort errang sie mit ihrer Mannschaft die Goldmedaille. Im Finale gegen die USA stand sie in der Startelf. Nachdem ihre Mannschaft eine Minute vor der Pause ausgleichen und in der 78. Minute in Führung gehen konnten, mussten sie in der zweiten Minute der Nachspielzeit noch den Ausgleich hinnehmen. In der 102. Minute gelang dann durch ein Golden Goal von Dagny Mellgren der Sieg. Es ist das einzige Olympiafinale, das durch ein Golden Goal entschieden wurde.
Bei der EM 2001 scheiterte sie dann aber mit ihrer Mannschaft im Halbfinale am alten und neuen Europameister Deutschland. Am 17. Juli 2002 machte sie beim 2:2 gegen Kanada ihr 100. Länderspiel. Bei der WM 2003 kam dann schon das Aus im Viertelfinale gegen Titelverteidiger USA. Nach der WM kam sie noch einmal am 16. November 2003 beim 2:0 im ersten Spiel der Norwegerinnen gegen Spanien zum Einsatz. Es war ihr 120. und letztes Spiel.

### Erfolge
Nationalmannschaft
- Olympiasiegerin 2000
- Olympische Bronzemedaille 1996
- Algarve-Cup-Siegerin 1996, 1997, 1998

Trondheims-Ørn SK
- Norwegische Meisterin: 1994, 1995, 1996, 1997, 2000, 2001, 2003
- Norwegische Pokalsiegerin: 1993, 1994, 1996, 1997, 1998, 1999, 2001, 2002[14]

## Trainerkarriere
Nach ihrer aktiven Zeit wurde sie Trainerin beim Trondheimer Verein Strindheim IL.